# Officina Plantiniana
Officina Plantiniana is de latijnse naam van de drukkerij en uitgeverij Plantijn die in 1555 in Antwerpen gesticht werd door Christoffel Plantijn, en welke door een schoonzoon en diens nageslacht - de Moretussen - in stand gehouden werd tot 1876. Het groeide uit tot een internationaal bedrijf dat opereerde van Scandinavië tot Noord-Afrika, en van Polen tot de Spaanse kolonies in Zuid-Amerika. Ook kreeg het een nevenvestiging in Leiden, na de dood van academiedrukker Willem Silvius aldaar. In Leiden liet Plantijn zich spoedig opvolgen door weer een andere schoonzoon, Franciscus Raphelengius, die vanwege zijn kennis van de oosterse talen tevens tot hoogleraar Hebreeuws werd benoemd. Dankzij Raphelengius en zijn zonen werd de Leidse Officina Plantiniana de meest vooraanstaande wetenschappelijke uitgeverij van de Noordelijke Nederlanden. In Plantijns drukkerij aan de Antwerpse Vrijdagmarkt is sinds 18 augustus 1877 Museum Plantin-Moretus gevestigd, nadat het op 20 april 1876 door de Stad Antwerpen werd aangekocht van Edward Moretus. De aankoop omvatte het Plantijns Huis met gebouwen (de "Gulden Passer") en de volledige boedel, waaronder een immense boekencollectie en imposante kunstverzameling. Het museum is erkend als UNESCO Werelderfgoed.